# Eithne a Fidelmia
Svatá Eithne a Fidelmia byly irské křesťanky žijící v 5. století.

## Život
Narodily se jako dcery krále Lóegaire mac Néilla.
Jednoho dne potkaly u fontány Clebach svatého Patrika. Ten jim vyprávěl o křesťanství a ony se rozhodly konvertovat. Svatý Patrik je obě pokřtil a obě z jeho rukou přijaly první svaté přijímání. Obě zemřely roku 433.

## Úcta
Nad jejich hrobem byl postaven chrám. Jejich svátek se slaví 11. ledna.